# BAD GIRL (カルロス・トシキ&オメガトライブのアルバム)
『BAD GIRL』（バッド・ガール）は、日本のAORバンドであるカルロス・トシキ&オメガトライブの3枚目、1986オメガトライブから数えると通算5枚目のオリジナル・アルバム。

## 解説
前作『be yourself』同様、本作も10曲収録されている。またメンバーが写っているジャケット写真が使用されたのは本作が初であり、また唯一となっている。7か月ぶりのアルバム。

## 制作
本作も前作同様、藤田浩一と新川博の共同プロデュースとなっており、編曲は全曲新川博が行なっている。
シングル「REIKO」より新たな作詞家を起用しており、本作では小西康陽を起用している。ミキシング・エンジニアは吉田保が担当した。
メンバーのオリジナル曲やメンバーが関わっている作品はそれまで以上に多くなり、カルロスが2曲、西原・高島がそれぞれ1曲ずつ、ジョイと高島の共作が1曲、ジョイと新川博との共作が1曲、合計6曲収録されている。カルロス、ジョイが作曲した作品の収録は、本作が初めてとなる。

## 収録曲
全編曲:新川博
1. Bad Girl
  - 作詞:小西康陽　作曲:CARLOS TOSHIKI
2. Don't Think Bad
  - 作詞:売野雅勇　作曲:和泉常寛
3. 君は弱くない
  - 作詞:秋元康　作曲:西原俊次
4. ヘミングウェイに逢える海
  - 作詞:田口俊　作曲:JOY McCOY・高島信二
5. Dear Favorite Music
  - 作詞:田口俊　作曲:新川博
6. どうして好きといってくれないの
  - 作詞:売野雅勇　作曲:林哲司
7. グレイの渚
  - 作詞:田口俊　作曲:高島信二
8. Miss Dreamer
  - 作詞:田口俊　作曲:CARLOS TOSHIKI
9. 夏のポラロイド
  - 作詞:小西康陽　作曲:JOY McCOY・新川博
10. First Love
  - 作詞:秋元康　作曲:和泉常寛

## 2022年リマスター再発盤

### 解説
『BAD GIRL （+6）』として2022年2月9日にタワーレコード限定で再発売された。
2022年最新リマスターを施しボーナス・トラックを6曲追加している。
この音源は音楽配信にも対応している。

### 収録曲
1. Bad Girl
2. Don't Think Bad
3. 君は弱くない
4. ヘミングウェイに逢える海
5. Dear Favorite Music
6. どうして好きといってくれないの
7. グレイの渚
8. Miss Dreamer
9. 夏のポラロイド
10. First Love
11. REIKO（Single Version） featuring JOEY McCOY CARLOS.T and ΩTRIBE＜Bonus Tracks＞
12. Wind Gauge ～風速計～＜Bonus Tracks＞
13. REIKO（English Version） featuring JOEY McCOY CARLOS.T and ΩTRIBE＜Bonus Tracks＞
14. ブラインド・プロフィール＜Bonus Tracks＞
15. 花の降る午後＜Bonus Tracks＞
16. Dear Favorite Music（Instrumental）＜Bonus Tracks＞